# Хомяков, Андрей Петрович
Андрей Петрович Хомяков (30 октября 1908 года, станица Боковская — 4 сентября 1973 год) — советский партийный деятель, председатель колхоза «Кавказ» Курганинского района Краснодарского края. Герой Социалистического Труда (1966).

## Биография
Родился в 1908 году в многодетной крестьянской семье в станице Боковская (сегодня — Боковский район Ростовской области). В 1921 году окончил пять классов церковно-приходской школы. Служил некоторое время в народной милиции, потом батрачил у зажиточных крестьян. В 1924 году вступил в комсомол. После срочной службы в Красной Армии в стрелковом полку (1930—1932) поступил на учёбу в Новочеркасскую высшую коммунистическую сельскохозяйственную школу, в которой обучался с 1932 по 1935 года. В 1932 году в ВКП(б). После получения образования трудился в секретарём парткома Новочеркасского зооветинститута. С 1937 года на партийной работе в станице Курганная (сегодня — Курганинск). Участвовал в Великой Отечественной войне. Воевал в составе 122-го запасного стрелкового полка 26-й запасной стрелковой бригады 250-й стрелковой дивизии.
После демобилизации в звании капитана в 1947 году возвратился в станицу Курганная, где работал вторым секретарём Курганинского райкома партии. С сентября 1957 года — председатель Курганинского райисполкома. Занимался организацией сельскохозяйственного производства в Курганинском районе, за что был награждён в 1957 году Орденом Ленина.
В июне 1959 года избран председателем колхоза «Кавказ» Курганинского района. Вывел колхоз в число передовых сельскохозяйственных предприятий Курганинского района. Указом Президиума Верховного Совета СССР от 30 апреля 1966 года «за успехи, достигнутые в увеличении производства и заготовок подсолнечника, льна, конопли, хмеля и других технических культур» удостоен звания Героя Социалистического Труда с вручением Ордена Ленина и золотой медали Серп и Молот.
Избирался делегатом XXI и XXIV съездов КПСС, в 1968 году — делегатом XIV съезда профсоюзов, в 1969 года — делегатом III съезда колхозников, членом ВЦСПС.
После выхода на пенсию проживал в Курганинске. Погиб в автомобильной катастрофе 4 сентября 1973 года (по другим сведения — 30 августа 1973 года). Похоронен в Курганинске на городском кладбище.
Память
Его именем названа улица в Курганинске.
Награды
- Герой Социалистического Труда
- Орден Ленина — дважды (31.10.1957; 1966)
- Орден Октябрьской Революции (08.04.1971)
- Медаль «За победу над Германией в Великой Отечественной войне 1941—1945 гг.»
- Почётный гражданин Курганинска (посмертно, 07.09.1998)